# Кентербері
Ке́нтербері (англ. Canterbury [kæntə ˌ bɹi], лат. Cantuaria, Durovernum Cantiacorum) — стародавнє місто на південному сході Англії, у графстві Кент, за 85 км на південний схід від Лондона, відомий як місце знаходження кафедри архієпископа Кентерберійського, прелата англіканської церкви. Населення — 42 тис. чоловік (2001).

## Історія

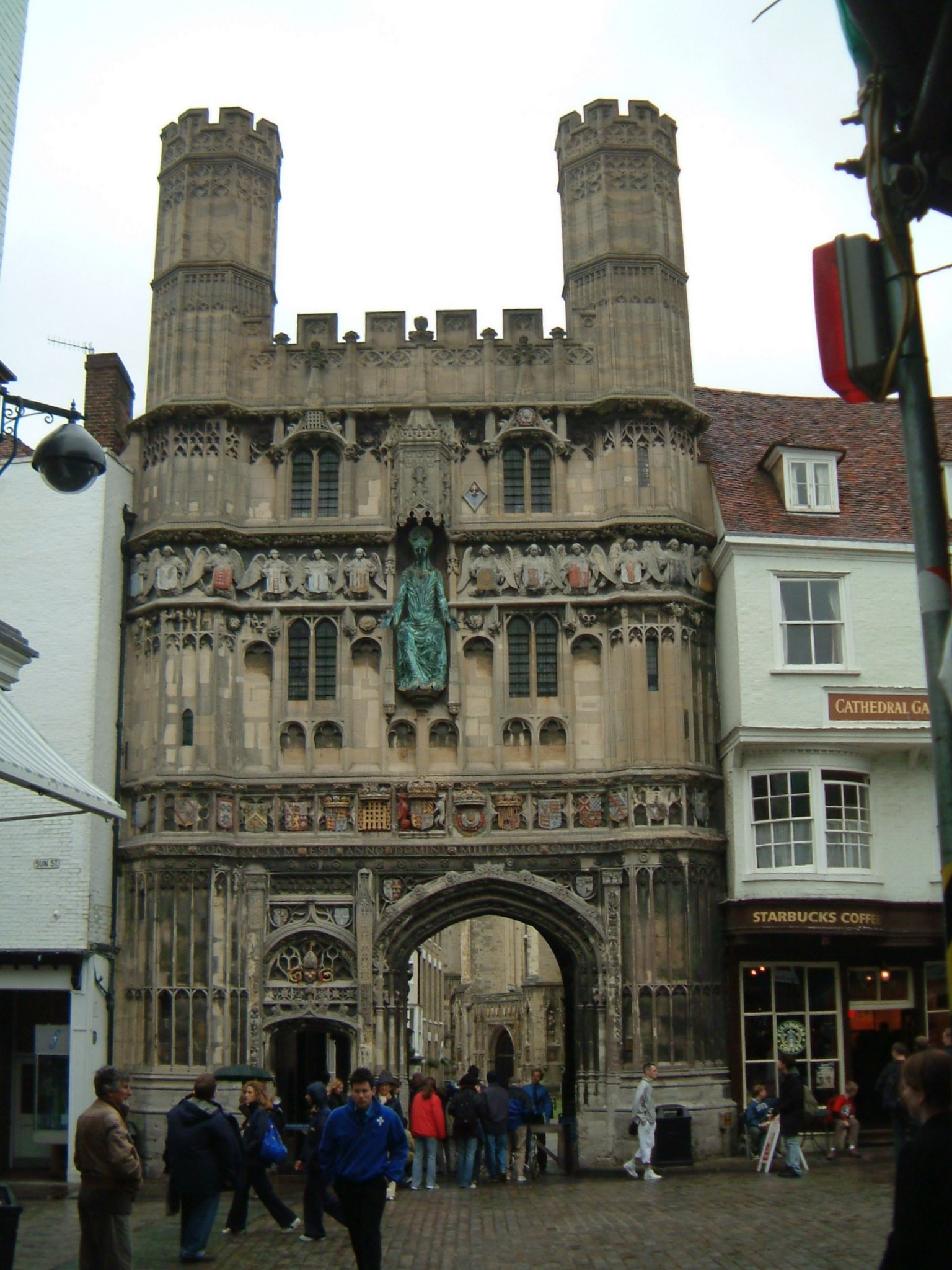
Ворота Крайст-Черч, через які проходить шлях до собору

У давнину Кентербері стояв біля гирла річки Стаур, яка тут впадала в протоку, що відокремлює від Британії острів Танет. Згодом протока засмітилася, і Кентербері виявився розташованим далеко від моря, за 23 км на північний захід від портового Дувру. Римський імператор Клавдій під час завоювання Британії в 43 році на місці кельтського поселення заклав римське місто Durovernum Cantiacorum. Через місто пройшла дорога з Дувра на Лондон, відома нині як Вотлінг-стріт.
У VI столітті Кентербері стає резиденцією кентського короля Етельберта і його дружини, християнки Берти. Остання радо прийняла в Кентербері місіонера, надісланого папою Григорієм I, — Августина Кентерберійського. Він заснував при королівському дворі абатство святого Августина, а пізніше заклав Кентерберійський собор, який став головним храмом Кентського королівства, а пізніше — і всій Англії. Досі збереглася капела королеви Берти — нині церква Святого Мартіна.
У Середньовіччі Кентербері залишався головним релігійним центром Англії. У XI столітті служив мішенню для нападів данців на чолі з Канутом. У 1170 році в Кентерберійському соборі відбулося вбивство архієпископа Томаса Бекета, за яке чотири роки по тому тут же каявся король Генріх II Плантагенет. Бекет був зарахований до лику святих, і до його мощей йшов безперервний потік паломників, для розміщення яких потрібно було безліч заїжджих дворів. Картина життя середньовічного Кентербері намальована в «Кентерберійських оповіданнях» Чосера.
Англійська реформація призвела до заборони на ушановування Бекета і розпуску монастирів. Занепад міста був призупинений еміграцією гугенотів з Франції, основною спеціалізацією яких було ткацтво. Центр міста постраждав від бомбардувань Другої світової війни. У 1965 році був заснований Кентський університет. Крім того, у місті діє приватна школа Кінгс-скул, заснована Генріхом VIII у 1547 році і яка претендує на звання найстарішої школи Європи.

## Визначні місця міста
У Кентербері традиційно налічувалося 22 парафіяльні церкви. З культових об'єктів три — Кентерберійський собор, абатство святого Августина та церква святого Мартіна — знаходяться під охороною ЮНЕСКО, утворюючи в сукупності пам'ятник Світової спадщини. Збереглися також фрагменти давньоримських стін, надбудовані в Середні століття. Кентерберійський замок, зведений невдовзі після нормандського завоювання, нині стоїть у руїнах.

## Видатні уродженці Кентербері
- Ліса Мітчелл — співачка у стилі поп-фолк.
- Орландо Блум — актор.
- Стівен Ґрей — фарбувальник та астроном-любитель.
- Чентел Мік — веслувальниця, олімпійська медалістка.